# Steve Jordan (perkusista)
Steve Jordan (ur. 14 stycznia 1957 w Nowym Jorku) – amerykański perkusista, multiinstrumentalista i producent muzyczny.

## Życiorys
Ukończył Fiorello H. LaGuardia High School of Music & Art and Performing Arts i pracował początkowo jako muzyk sesyjny. Jordan wydał również serię instruktażową dla perkusistów The Groove is Here.
Jordan rozpoczął swoją karierę w latach 70. z zespołem Steviego Wondera, później stał się stałym perkusistą grupy muzycznej programu Saturday Night Live. W latach 80. występował jako perkusista w trakcie tournée The Blues Brothers z Johnem Belushim i Danem Aykroydem, w samym filmie Blues Brothers jednak już nie zagrał.
Jako muzyk sesyjny, grając przede wszystkim na perkusji, Jordan współpracował z B.B. Kingiem, Donem Henleyem, Bobem Dylanem, Neilem Youngiem, Sheryl Crow czy Alicią Keys.
Jordan był perkusistą założonego w 2005 roku przez Johna Mayera zespołu "John Mayer Trio". Basistą "Trio" był znajomy Jordana Pino Palladino. Zespół wydał w listopadzie 2005 nagranie koncertowe Try!. Na płycie jest między innymi zaadaptowana przez Mayera wersja utworu Jimiego Hendriksa Wait until tomorrow i Raya Charlesa I Got a Woman. Poza utworami Mayera na płycie znajdują się trzy utwory, które Jordan, Palladino i Mayer napisali wspólnie: Good Love Is On The Way, Vultures i Try.
Jordan uczestniczył w produkcji albumu Mayera Continuum, który zdobył w 2007 roku Grammy Award za najlepszy album roku, i jest współautorem utworu In Repair.
"John Mayer Trio" wystąpiło również na koncercie Mayera Where the light is – John Mayer live in Los Angeles, który został nagrany i wydany jako DVD pod tym samym tytułem. Nagranie to otrzymało w 2008 roku nominację do Grammy Award. Ze względu na pozytywne recenzje Mayer planuje nagrać z Jordanem i Palladinem album studyjny.
W 2006 roku Jordan był perkusistą zespołu Erica Claptona, który Clapton utworzył na specjalnie przygotowane europejskie tournée. Zespół dał między innymi siedem koncertów w Royal Albert Hall w Londynie, na które bilety zostały wyprzedane.